# Eckartsau
Eckartsau è un comune austriaco di 1 244 abitanti nel distretto di Gänserndorf, in Bassa Austria; ha lo status di comune mercato (Marktgemeinde). Nel territorio comunale, articolato in cinque comuni catastali (Eckartsau, Kopfstetten, Pframa, Wagram an der Donau e Witzelsdorf), sorge il castello di Eckartsau.